# Livraria Valentina Rozov
A Livraria Valentina Rozov é uma livraria da cidade de São Paulo, que existe há mais de 50 anos, e que anteriormente era denominada Livraria Stepan Rozov.

## Histórico
A livraria pertencia a Valentina Rozov, nascida na Rússia em 15 de outubro de 1908, filha de Vladinsir e Olga Dluskaja Birjulkovich, e a Stepan Rozov, também natural da Rússia, nascido em 6 de dezembro de 1898, filho de Joan Rozov e Galina Adonskaja Rozov. Ambos se naturalizaram brasileiros em 1959. Valentina a administrou por mais de 30 anos, e a livraria, que se chamava Stepan Rozov, passou a ter o seu nome. 
A livraria é especializada em literatura estrangeira, em especial a literatura russa, e localiza-se na Rua 24 de Maio, nº 35, 18º andar, sala 1812, em São Paulo.